# 권병노
권병노(權炳魯, 1903년 5월 14일~1988년 5월 11일)는 대한민국의 정치인이다. 호는 하정(荷汀)이다.

## 학력
- 의성군사립계신학교 졸업
- 대구계성중학교 졸업
- 경성 보성전문학교 전문학사
- 대한민국 국방대학교 행정학사 1기(1956년)

## 주요 경력
- 보성전문학교를 2년 나온 후 의사 면허를 받았다.
- 1948년 5월 10일 : 제헌 국회의원(경북 의성을)
- 제2대 국회의원을 역임했다.

## 역대 선거 결과
|  | 29.21% |

|  | 18.03% |

|  | 27.28% |

|  | 11.73% |

## 참고 자료
- 《대한민국 의정총람》, 국회의원총람발간위원회, 1994년
- 권병노 - 대한민국헌정회